# 冼德芬

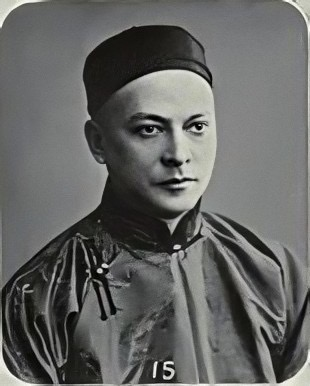
冼德芬

冼德芬，(英語：Sin Tak Fan，Stephen Hall，1856年—1924年4月8日），又名冼先，曾任東華三院主席，乃香港望族之一冼德芬家族的奠基者，也是何鴻燊之外公。

## 簡歷
冼德芬為第一代香港歐亞混血兒，父親為英國商人Stephen Prentis Hall。曾入讀中央書院。冼德芬與同為香港歐亞混血兒的張德輝、陳啟明、施炳光為好友，後結拜為異姓兄弟。冼德芬亦對書畫有濃烈興趣、所創作的書畫中會以‘洗德芬’為筆名、聲稱『冼』字加一點水為『洗』字會比較平衡點。

## 事業
冼德芬是香港開埠初期富商，早年曾任職多間律師行從事法律工作，後營商致富。
冼德芬亦熱心公益，於1910年擔任東華三院主席。